# 安芸敬一
安芸 敬一（あき けいいち、Keiiti Aki、1930年3月3日 - 2005年5月17日）は、日系アメリカ人の地震学者。東京大学地震研究所助教授・マサチューセッツ工科大学教授を経て、南カリフォルニア大学教授。

## 人物・生涯
横浜市で生まれた。父は土木工学者の安芸皎一である。東京大学出身、1959年東京大学より理学博士の学位を取得、学位論文の題は「Space and time spectra of stationary stochastic waves, with special reference to microtremors(複雑な波動のスペクトル的研究 : 特に微動について)。 東京大学地震研究所助教授、マサチューセッツ工科大学教授をへて南カリフォルニア大学教授を務めた。アメリカ地球物理学連合の地震学部門の会長、アメリカ地震学会 (Seismological Society of America) の会長を務めた。インド洋上のフランス・レユニオン島で火山活動の研究を行い、レユニオン島で没した。

## 研究
トモグラフィ・常時微動・コーダ波・火山物理・強震動など多彩な研究を行い、現代の地震学の基礎を築いた科学者の一人。1960年代から1970年代にかけて、地震の大きさを定量的に表す地震モーメントの導入、断層モデルによる地震波形の定量的再現、地球内部の地震波速度構造を鮮明に描き出す地震波トモグラフィー法の開発、などの先駆的業績を挙げた。また1970年代後半にはバリア理論を提唱して、金森博雄のアスペリティ理論と論争になり、地震モーメントの研究が推し進められた。さらにPaul G. Richardsとともに「Quantitative Seismology」（邦題「地震学：定量的アプローチ」）を著し、世界中の地震学者らに愛読された。

## 受賞歴
- アメリカ地震学会メダル（1986年）
- ソラリンソン・メダル（国際火山学及び地球内部化学協会、2000年）
- ウィリアム・ボウイ・メダル（アメリカ地球物理学連合、2004年）
- グーテンベルグ・メダル（ヨーロッパ地球科学連合、2005年）

## 著書
- 『変動する地球3』都城秋穂 との共編、岩波書店〈岩波講座地球科学12〉、1979年。ISBN 4000102826。
- 『地震学 : 定量的アプローチ』P.G.リチャーズ との共編、上西幸司・亀伸樹・青地秀雄訳、古今書院、2004年。ISBN 4-7722-4052-7。